# Катышкин, Иван Сергеевич
Ива́н Серге́евич Катышкин (13 ноября 1914, станция Насветевич, Бахмутский уезд, Екатеринославская губерния, Российская империя, ныне в черте города Лисичанска, Украина – 7 августа 2000, Москва) – советский военачальник, генерал-полковник (29.04.1970).

## Биография
Сын бывшего крестьянина Орловской губернии, перебравшегося на заработки в Донбасс и ставшего шахтёром. Окончил 6 классов школы в 1929 году. Прервал учёбу из-за смерти отца и необходимости кормить семью, где он был старшим сыном. Работал на шахте в Лисичанске, затем токарем. В 1935 году по направлению горкома ВКП(б) окончил курсы при курсовом комбинате системы общественного питания в Харькове и назначен директором фабрики-кухни Лисичанского треста столовых, обслуживающей строящийся Лисичанский химический комбинат.
В январе 1936 года призван в Красную Армию. Окончил полковую школу младших командиров 72-го стрелкового полка 24-й стрелковой Железная дивизии Киевского военного округа. После её окончания в июле того же года направлен на дальнейшую учёбу в Московскую объединенную высшую школу имени ВЦИК (в 1938 году преобразована в Московское пехотное училище имени Верховного Совета РСФСР). Окончил училище в 1939 году. С января 1939 года — командир взвода Московского  пехотного училища имени Верховного Совета СССР. С 9 июля 1940 года — командир взвода на курсах усовершенствования руководящих партийных работников.
Участник Великой Отечественной войны с апреля 1942 года. Капитан Катышкин начал боевой путь помощником начальника 1-го отделения оперативного отдела штаба 59-й армии Волховского фронта. Весь дальнейший боевой путь прошёл в штабе этой армии, воевал на Волховском, Ленинградском и 1-м Украинском фронтах. С конца 1942 года — майор. В 1945 году — старший помощник начальника оперативного отдела штаба армии, подполковник. Участвовал в операции по выводу из окружения 2-й ударной армии, в битве за Ленинград, в Новгородско-Лужской, Выборгской, Висло-Одерской, Нижне-Силезской, Берлинской, Пражской наступательных операциях.
Сразу после Победы летом 1945 года направлен на учёбу в Военную академию имени М. В. Фрунзе, окончил её в 1949 году. С 1949 года — старший офицер оперативного отдела оперативного управления штаба Прикарпатского военного округа, полковник (1950). С 1951 года — начальник оперативного отдела, заместитель начальника штаба 28-го гвардейского стрелкового корпуса 8-й гвардейской армии Группы советских оккупационных войск в Германии, затем до 1954 года — начальник штаба этого корпуса.
В 1956 году окончил Высшую военную академию им. К. Е. Ворошилова. С 1956 года — заместитель начальника штаба 8-й гвардейской армии. С июля 1958 года — командир 21-й гвардейской мотострелковой дивизии 8-й гвардейской армии, генерал-майор (7.05.1960 г.). С декабря 1960 года — заместитель начальника штаба Московского военного округа. С июля 1962 года — начальник штаба — заместитель (первый заместитель) командующего войсками Закавказского военного округа, генерал-лейтенант (13.04.1964).
В ноябре 1967 года был откомандирован в Объединенную Арабскую Республику (ОАР) на должность старшего военного советника начальника Генерального штаба Вооружённых Сил ОАР — первого заместителя Главного военного советника СССР в ОАР. С 1969 года — Главный военный советник в Вооружённых Силах Египта — советник военного министра ОАР. В октябре 1970 года был отозван из Египта и вскоре назначен заместителем командующего войсками Московского военного округа по военно-учебным заведениям и вневойсковой подготовке. С 1973 года — начальник Военного института иностранных языков Министерства обороны СССР. В августе 1974 года на базе этого института был создан Военный институт Министерства обороны СССР и И. С. Катышкин стал его первым начальником.
В декабре 1978 года уволен в запас.
Жил в Москве, активно участвовал в ветеранской работе. В 1979 году был избран членом бюро и заместителем председателя Московской секции Советского комитета ветеранов войны, затем, с 1983 по 1996 год — председателем секции.
Член ВКП(б) с 1939 года.
Скончался 7 августа 2000 года на 86-м году жизни. Похоронен на Троекуровском кладбище Москвы.

## Награды
- орден Дружбы народов (11.04.1994[6])
- три ордена Красного Знамени (30.12.1956, 31.10.1967, 14.05.1970)[7]
- орден Александра Невского (10.02.1945)
- ордена Отечественной войны 1-й (11.03.1985) и 2-й (27.07.1944) степеней
- три ордена Красной Звезды (15.02.1944, 19.11.1951, 12.11.1974)
- медаль «За боевые заслуги» (6.05.1946)
- медаль «За оборону Ленинграда» (16.07.1944)
- медали СССР

ордена и медали иностранных государств
- Медаль «30 лет Болгарской народной армии» (Болгария, 14.09.1974)
- Медаль «Военная Звезда» (Египет, 13.10.1970)
- Медаль «50 лет Монгольской Народной Армии» (МНР, 1971)
- Медаль «30 лет Победы над милитаристской Японией» (МНР, 08.01.1976)
- Медаль «60 лет Вооруженным силам МНР» (МНР, 09.09.1985)
- Военная памятная медаль (ЧССР)
- Медаль «40 лет освобождения Чехословакии Советской Армией» (ЧССР, 19.03.1985)
- Медаль «Победы и Свободы» (Польша)
- Медаль «20-я годовщина Революционных Вооруженных сил Кубы» (Куба, 1976)

## Мемуары
- Катышкин И. С. Служили мы в штабе армейском. — М.: Воениздат, 1979. — 208 с., ил. — (Военные мемуары). Тираж 65 000 экз.